# 1167
1167 (MCLXVII) a fost un an obișnuit al calendarului iulian.

## Evenimente
- 30 ianuarie: Chemat în ajutor de către fatimizii din Egipt, conduși de Shawar, regele Amalric I al Ierusalimului, se îndreaptă către Bilbeis, având și sprijinul unei flote bizantine.
- 11 februarie: Tairo na Kiyomori preia controlul întregii puteri în Japonia și se căsătorește cu fiica împăratului.
- 18 martie: Armata coalizată a cruciaților lui Amalric I și a fatimizilor din Egipt suferă o înfrângere la al-Balbein din partea lui Shirkuh; cruciații și fatimizii se retrag către Cairo, în vreme ce Shirkuh ocupă Alexandria.
- 7 aprilie: Are loc jurământul de la mănăstirea Pontida, moment ce marchează începuturile Ligii lombarde din Italia de nord (Milano, Pavia, Cremona, Veneția, Modena, Padova, Piacenza, Ferrara, Bergamo, Brescia, Lodi, Bologna, Mantova, Verona, Vicenza, Treviso), menită să apere libertățile comunale amenințate de politica agresivă a împăratului Frederic Barbarossa.
- 12 aprilie: Regele Carol al VII-lea al Suediei este asasinat de către Knut Sverkersson (fiul lui Erik Jedvardsson); cel din urmă se proclamă rege, însă nu poate controla întreg regatul, atâta vreme cât frații lui Karl, Kol și Boleslav, stăpânesc provincia Ostergotland.
- 29 mai: Bătălia de la Monte Porzio (Prataporci): armata comunală din Roma, care asedia Frascati, este înfrântă de către forțele imperiale (conduse de arhiepiscopii de Mainz și Köln) și a principilor locali; papa Alexandru al III-lea este nevoit să părăsească Roma.
- 8 iulie: Armata bizantină a împăratului Manuel I Comnen obține o victorie categorică asupra regelui Ștefan al III-lea al Ungariei în bătălia de la Sirmium.
- 24-31 iulie: Frederic Barbarossa intră în Roma, unde este încoronat (pentru a doua oară) ca împărat de către antipapa Pascal al III-lea.
- 1 august: Imediat după încoronare, împăratul Frederic Barbarossa este nevoit să părăsească Roma, din cauza unei epidemii de ciumă.
- 4 august: Asediații din Alexandria capitulează în fața cruciaților și a fatimizilor; conducătorul militar Shirkuh este nevoit să părăsească Egiptul, care devine tributar față de cruciați.
- 20 august: Cruciații se retrag din Egipt; regele Amalric I al Ierusalimului ajunge la Ascalon.
- 5 septembrie: Conducătorul militar Shirkuh, general al lui Nur ad-Din, revine la Damasc.

### Nedatate
- ianuarie: Atabegul Nur ad-Din de Damasc și Alep pornește o nouă expediție, condusă de către Shirkuh, unchiul lui Saladin, împotriva conducătorului Egiptului, fatimidul Shawar.
- mai: Are loc sinodul bisericilor cathare de la Saint-Felix-de-Caraman (în Haute Garonne).
- iunie: Regele Amalric I al Ierusalimului reușește să evite contactul în câmp deschis cu trupele lui Shirkuh și începe asediul asupra Alexandriei, rămase în apărarea lui Saladin.
- Are loc primul sinod al Bisericii din Danemarca, ținut la Lund și condus de către arhiepiscopul Absalon.
- Arhiepiscopul Danemarcei, Absalon, fortifică așezarea din insula Slotsholmen, care va deveni Copenhaga.
- Celebrul cavaler William Marshal este înnobilat în Anglia.
- Negocierile dintre Statul papal și reprezentanții Bizanțului privitoare la reunirea bisericilor se soldează cu un eșec.
- Pierre de Blois devine tutore al regelui Wilhelm al II-lea al Siciliei.
- Regele Afonso I al Portugaliei este înfrânt de către regele Leonului.
- Regele Amalric I al Ierusalimului impune noi taxe în vederea asigurării apărării orașului.

## Arte, științe, literatură și filozofie
- Cronicarul Guillaume de Tyr devine arhiepiscop de Tyr.
- Este întemeiată Universitatea din Oxford; dezvoltarea universității este favorizată de măsura luată de regele Henric al II-lea al Angliei de a interzice frecventarea de către englezi a Sorbonei.

## Înscăunări
- 14 martie: Mstislav al II-lea Iziaslavici de Volînia, mare cneaz de Kiev (1167-1169).
- 12 aprilie: Knut Eriksson, rege al Suediei.

## Nașteri
- februarie: Frederic al VI-lea, duce de Suabia (d. 1191)
- Ioan (John Fără de Țară), rege al Angliei (d. 1216).
- Jean Bodel, poet francez (d. 1210).

## Decese
- 23/28 ianuarie: Rabinul Abraham ibn Ezra, matematician, astronom și poet evreu (n. 1092)
- 14 martie: Rostislav I, mare cneaz al Kievului (n. ?)
- 12 aprilie: Carol al VII-lea (Karl Sverkersson), rege al Suediei (n.c. 1130)
- 14 august: Rainald de Dassel, arhiepiscop de Köln (n.c. 1120)
- 19 august: Frederic al IV-lea, duce de Suabia (n. 1144)
- 10 septembrie: Matilda, regină a Angliei (n. 1102)
- 15 octombrie: Raimond Trencavel, viconte de Beziers, Carcassonne și Albi (n. ?)
- Martino Gosia, jurist italian (n. ?)
- Robert de Melun, teolog și episcop englez (n. ?)